# Mănăstirea Rupertsberg

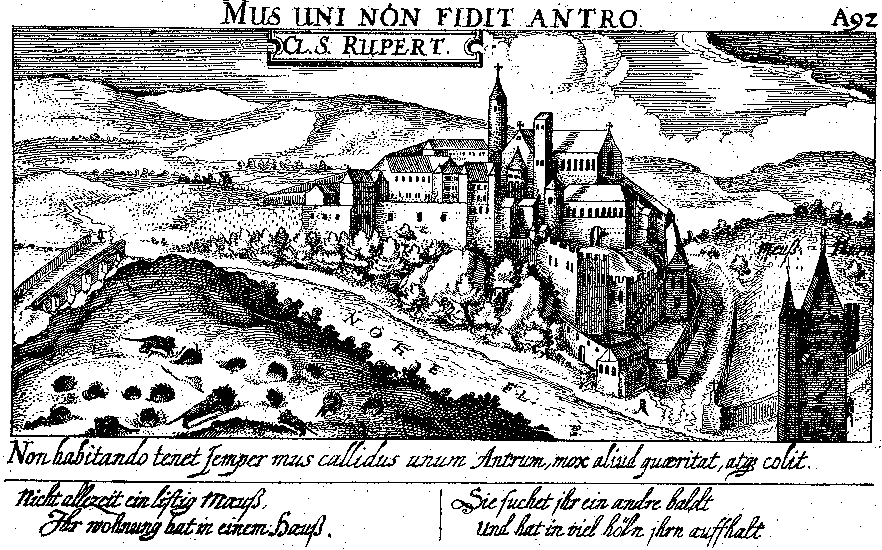
Mănăstirea Rupertsberg

Mănăstirea Rupertsberg a fost o mănăstire benedictină de călugărițe, întemeiată în 1150 de Hildegard von Bingen. Ea se afla situată pe muntele Rupert din Bingen am Rhein, la punctul de vărsare a râului Nahe în Rin.

## Istoric
Hildegard von Bingen părăsește cu acordul papei în anul 1150 mănăstirea Disibodenberg, ca să întemeieze această mănăstire pe mormântul Sfântului Rupert (712-732), patronul pelerinilor. Mănăstirea a fost în același an sfințită de arhiepiscopul Heinrich von Mainz. Mănăstirea Rupertsberg își pierde însemnătatea după moartea lui Hildergard. Ea a fost distrusă în anul 1632 în Războiul de Treizeci de Ani de suedezi. Au mai rămas păstrate până în prezent cinci arcade ale bisericii, folosite azi ca sală de expoziție. Rămășițele pământești ale lui Hildegard au fost mutate la biserica "St. Hildegard und St. Johannes der Täufer" în Eibingen, din Rheingau.